# Спитамен
Спитамен (др.-перс. 𐎿𐎱𐎡𐎫𐎶𐎴, др.-греч. Σπιταμένη; 370 до н. э.—327 до н. э.) — согдийский военачальник, стоявший во главе восстания в Согдиане и Бактрии против Александра Македонского в 329—327 годах до н. э. Современные историки считают его одним из самых ярых противников Александра.

## Биография
Спитамен был представителем согдийской аристократии, которая находилась на службе у Ахеменидов.
Приход Александра Македонского он, как и другие согдийцы, воспринял как возможность создать независимое государство. Однако позже, убедившись в том, что пришёл новый завоеватель, Спитамен решил возглавить народное движение против власти греко-македонцев. Одним из решающих событий стала битва у Политимета (река Зеравшан) около Самарканда, когда Спитамен впервые за семилетнюю военную кампанию Александра Македонского смог разгромить войска его полководцев Менедема, Карана и Андромаха. Благодаря умелому руководству Спитамена и помощи кочевников восстание создало серьёзную угрозу для греков.
Александр взял на себя руководство боевыми действиями и постарался наладить контакты с аристократией Согдианы и Бактрии. Покинутый многими своими приверженцами, Спитамен бежал к массагетам, но те, опасавшись мести Александра, предпочли заключить с ним мир: зимой 328/327 года до н. э. Спитамен был убит вождями кочевников, а голову беглеца они отправили царю. Однако по другой версии, он был убит собственной женой. Восстание было подавлено весной 327 года до. н. э.
В честь дочери Спитамена Апамы, жены Селевка I Никатора, основателя династии Селевкидов, был назван эллинистический город Апамея на реке Оронт в Сирии.

## Память
- В Таджикистане Спитамен почитается как национальный герой[3].
- В Таджикистане один из районов переименован в Спитаменский район.
- В Узбекистане, в Самарканде есть проспект, названный в 1992 году в честь Спитамена.
- В честь Спитамена в городах Самарканд и Ташкент названа одна из улиц.
- В Таджикистане учреждён орден Спитамен[4].
- Его имя носят посёлок городского типа в Таджикистане Спитамен и Спитаменский район.
- В его честь открыт памятник в Спитаменском районе (Таджикистан)[5].
- В его честь назван банк в Таджикистане — «Спитамен Банк»[6].
- Спитамен — главный персонаж повести Василия Яна «Огни на курганах».
- Спантамано (Спитамен) — главный герой повести «Согдиана» Явдата Ильясова.